# Alfie (bài hát)
"Alfie" là bài hát sáng tác bởi Burt Bacharach và Hal David. Ca khúc có mặt trong bộ phim Hoa Kỳ năm 1966 Alfie, hát bởi Cher và phối khí bởi Sonny Bono. Lần phát hành ở Anh của bộ phim này sau đó cũng có mặt ca khúc này nhưng thể hiện bởi Cilla Black.
Năm 1966, Cher phát hành Alfie làm đĩa đơn dưới hãng thu âm Imperial. Phiên bản này đã lọt vào top 40 trên Billboard Hot 100. Cũng trong năm 1966, Cilla Black phát hành phiên bản "Alfie" của cô làm đĩa đơn, nó trở thành một hit top 10 trên UK Singles Chart (đứng ở #9) và cũng lọt vào Billboard Hot 100.
Trên Billboard Adult Contemporary Chart năm 1966, thêm hai phiên bản khác nữa của bài hát cũng tham gia tranh tài là hai phiên bản của Carmen McRae và Joanie Sommers. Vị trí xếp hạng của hai phiên bản này lần lượt là #29 và #9.
Năm 1967, Dionne Warwick phát hành "Alfie" làm đĩa đơn. Phiên bản này đạt được thành công lớn hơn hai phiên bản trước của Black và Cher, leo đến #15 trên Billboard Hot 100 và #5 trên bảng xếp hạng R&B.
Năm 1968, Stevie Wonder phát hành một phiên bản nhạc cụ harmonica. Phiên bản này đạt được #66 trên Hot 100 và là hit trên Adult Contemporary.
Các nghệ sĩ khác cũng có thu âm phiên bản "Alfie" của riêng mình là Vikki Carr, The Delfonics, Bill Evans, Percy Faith, Blossom Dearie, Maynard Ferguson, Stan Getz, Dick Hyman, Jack Jones, Anita Kerr, Johnny Mathis, Brad Mehldau, Matt Monro, Mina Mazzini, Olivia Newton-John, Elaine Paige, Buddy Rich, Joss Stone (cho phiên bản 2004 của Alfie), Barbra Streisand, The Sweet Inspirations, McCoy Tyner, Patricia Barber, Midge Ure, Sarah Vaughan, Nancy Wilson và Vanessa Williams.